# Euphilomedes morini
Euphilomedes morini is een mosselkreeftjessoort uit de familie van de Philomedidae. De wetenschappelijke naam van de soort is voor het eerst geldig gepubliceerd in 1997 door Kornicker & Harrison-Nelson.